# Niilo Luukanen
Niilo Mauri Luukanen, född 8 februari 1898 i Helsingfors, död där 28 januari 1985, var en finländsk jurist.
Luukanen, som var son till polismästare Gustaf Mauritz Luukanen och Fanny Matilda Björklund, blev student 1916, juris kandidat 1921 och vicehäradshövding 1925. Han var borgmästare i Idensalmi 1926–1935, yngre justitierådman vid Helsingfors rådhusrätt 1935–1946, yngre medlem av lagberedningskommittén 1939–1945, äldre medlem 1945–1946, justitieråd 1946–1949, häradshövding i Birkala domsaga 1949–1957 och justitieborgmästare i Helsingfors från 1957. 
Luukanen var auditör vid Norra Savolax regemente 1923–1932, höll praktiska kurser vid juridiska fakulteten vid Helsingfors universitet 1938–1949, var sekreterare i lagutskottet 1942–1946, ordförande i arbetsdomstolen 1947–1949 och från 1959 samt i Finlands domareförbund från 1959. Han var ordförande i inkomst- och förmögenhetsskattenämnden i Idensalmi 1925–1932.